# Alfredo Tesio
Alfredo Tesio (fulde navn: Alfredo Giovanni Roberto Maria Tesio, født 8. juli 1945 i Monza, Italien) er en dansk-italiensk journalist og forfatter.
Kendt som stemmen fra Rom. Han kom til Danmark for første gang i 1963 som ung student uden penge. Senere vendte han tilbage med danske studiestipendier i 1967-1969 for at læse om samfund og meget andet. Har desuden læst på Roms Universitet, La Sapienza, og på Københavns Universitet. Uddannet cand.oecon. i 1970 med speciale i dansk socialpolitik.

## Journalist og forfatter i Danmark
Blev stemplet som stemmen fra Rom da han blev Danmarks Radios freelance korrespondent i Italien igennem mange år (1981-2006) med sin karakteristiske italienske accent. Har også været korrespondent for ledende danske aviser, så som Berlingske Tidende, Børsen og Politiken. Skriver i dag freelance til Politiken og deltager sporadisk i radio- og tvprogrammer.
Han startede sin journalistiske karriere som korrespondent fra Skandinavien for det historiske italienske dagblad Avanti! og senere for det nybagte dagblad La Repubblica, da denne avis debuterede på den internationale scene i 1976.
Efter sine mange ophold i Danmark, følte han behov for at præsentere Danmark for italienerne igennem et lille skrift, der hed  “Perchè Danimarca” (dansk: ~ Hvorfor Danmark) idet Danmark var et relativt ukendt land for italienerne i 1973.
I 2012 blev han ansvarlig direktør for tidsskriftet Moma, der handler om italiensk landbrug og eksportstrategi.

## Udvalgt bibliografi
Debuterede som forfatter i Danmark i 1979 med "Italien på en anden måde", som blev fulgt af "Italien netop nu". Begge udgivet af Berlingske Forlag, bøgerne var aktuelle analyser af støvlelandets dramatiske problemer.
I 1996 skrev han "Mine kære italienere" (Nyt Nordisk Forlag), som er en uhøjtidelig beskrivelse af det italienske samfund.
Har desuden skrevet 16 bøger sammen med sin danske kone Helle Tesio om italiensk madkultur, traditioner og historie (1990-2016).
På Politikens Forlag har Alfredo Tesio fået udgivet “Turen går til Rom” (29 udgave udkom december 2021), “Mad Vin Rom”, “Mad Vin Sicilien”, “Mad Vin Toscana”, “Det Toskanske Køkken”.
For Høst&Søn har han sammen med Helle skrevet “Det sicilianske køkken”.
For Muusumann Forlag har Alfredo og Helle udgivet “Evig mad fra den evige stad” (2016).
Som foredragsholder har Alfredo Tesio kommunikeret sit billede af Italien over for tusindvis af danskere siden 1990.

## Hædersbevisninger
- 2003 Premio Saint Vincent , hvormed blev han hædret af Republikkens Præsident C.A. Ciampi, som årets ”udenlandsk journalist”.
- 2015  Premio Amelia for sin journalistisk karriere
- 2006 Hædret som Årets journalist af den italienske Ambassade i Danmark.
- 2005 Premio Abruzzo for udsendelsen i Danmarks Radio om  de danske kunstmalere i Civita d’Antino.
- 2004 Pris Acqualagna om Trøflers trerritorie og kultur
- 1992 Premio Chiusi for artikler om den sydtoscanske histori og kultur
- 1983-85 Premio Montalcino for historie-og vinkultur i Brunellos område.

## Citater
…"derfor må det være på sin plads at slutte med Danmarks Radios berømte korrespondenter. Det kan være Ib Rene, eller Alfredo Tesio – Rom.
Hjertelig tillykke, Danmarks Radio".
Poul Nyrup Rasmussen (Statsminister 1993-2001) Danmarks Radio 75 års jubilæum
"Du er en sød dygtig og flink fyr men du må ikke synge sammen med mig, da du ikke er medlem af musikerforeningen"
Dario Campeotto